# Javier Manquillo
Javier Manquillo Gaitán (født 5. maj 1994) er en spansk fodboldspiller, som spiller for La Liga-klubben Celta Vigo.

## Klubkarriere

### Atlético Madrid
Manquillo begyndte sin karriere med Real Madrids ungdomshold, hvor han spillede sammen med sin tvillingebror Victor. Efter at klubben i 2007 valgte at skille sig af med Victor, besluttede Javier at følge sin bror, og de skiftede til Atlético Madrid. Manquillo gjorde sin professionelle debut den 8. december 2011.

#### Lejeaftaler
Manquillo skiftede i august 2014 til Liverpool på en toårig lejeaftale med en mulighed for at gøre aftalen permanent. Lejeaftalen var dog ikke en succes, og efter manglende spilletid til Manquillo, besluttede Atlético at annullere lejeaftalen i juni 2015.
Manquillo blev igen udlejet, først i 2015-16 sæsonen, hvor han blev udlejet til Olympique de Marseille, og igen i 2016-17 sæsonen hvor han blev lejet til Sunderland.

### Newcastle United
Manquillo skiftede i juli 2017 til Newcastle United på en fast aftale.

## Landsholdskarriere
Manquillo har repræsenteret Spanien på flere ungdomsniveauer.